# 理论物理学进展
理论物理学进展，是日本的一个物理学期刊，由日本物理学会出版发行。该杂志创刊于1946年，杂志语言使用英语。目前，该杂志为月刊。